# Brachypipona longicornis
Brachypipona longicornis är en stekelart som först beskrevs av Moravitz 1895.  Brachypipona longicornis ingår i släktet Brachypipona och familjen Eumenidae. Inga underarter finns listade.